# Antonio Maria Valencia
Antonio Maria Valencia (født 10. november 1902 i Santiago de Cali, Colombia - død 22. juli 1952) var en colombiansk komponist, pianist, dirigent og lærer.
Valencia studerede tidligt komposition hos sin fader, og senere klaver på Musikkonservatoriet i Bogota. Kom via et stipendium til Paris (1923), hvor han studerede komposition og klaver på Schola Cantorium hos Paul Brad, Vincent d´Indy og Paul le Flem. Han vendte tilbage til Columbia, hvor han blev lærer i komposition, harmonilærer og dirigent på Musikkonservatoriet i Bogota, og på det Nationale Universitet i Bogota. Valencia har skrevet fire symfonier, orkesterværker, kammermusik, korværker, klaverstykker, instrumentalværker etc. Han hørte til de vigtige komponist i Columbia i begyndelsen af det 20. århundrede.

## Udvalgte værker
- Fire Symfonier - for orkester
- Chirimía y bambuco sotareño (1942) - for orkester
- Rekviem messe (1943) - for kor og orkester